# Michèle Piquard
Michèle Piquard (née le 15 juin 1955 et morte le 8 juillet 2012) est une universitaire, chercheuse au CNRS, au Laboratoire d’anthropologie et d’histoire de l’institution de la culture (LAHIC). Elle est spécialisée en littérature jeunesse et en histoire de l'édition.

## Parcours universitaire
Michèle Piquard suit un cursus de lettres classiques à l’université de Tours, Elle soutient une thèse sur l’histoire de l’édition contemporaine pour la jeunesse, devenue en 2004 un livre publié aux Presses de l’ENSSIB. Elle devient ensuite bibliothécaire.  

## Champs d'étude et engagement
Ses recherches analysent l’édition française pour la jeunesse, en partant des discours, des stratégies et de l'économie des acteurs de ce secteur.

### Livres
- L'édition pour la jeunesse en France de 1945 à 1980, avec Jean-Yves Mollier (préfacier), ENSSIB, 2004,  (ISBN 2-910227-49-9)

### Articles
- « François Ruy-Vidal et Harlin Quist, nouveaux « concepteurs » dans l’édition pour la jeunesse des années 1970. Étude de cas : Les Contes de Ionesco. », Communication et histoire : Écritures et espaces – temps pluriels, journées d’étude organisées les 9 et 10 mars 2001 par le Centre d’Histoire et des Récits de l’Information et des Médias-Réseaux en Europe, Université Paris III-La Sorbonne Nouvelle et le Centre d’Étude de l’Écriture (CEE), Université Paris 7-Denis Diderot. – Paris, 2002. – p. 74-82.
- « La Loi du 16 juillet 1949 et la production de livres et albums pour la jeunesse. », L’Image pour enfants : pratiques, normes, discours (France et pays francophones, XVI-XXe siècles / sous la dir. de Annie Renonciat, La Licorne, no 65. – Poitiers : Maison des Sciences de l’Homme et de la Société, 2003. – p. 219-235.
- « Renart et les anguilles dans l’édition pour la jeunesse depuis 1945 », Renart de male escole, Les Cahiers Robinson, no 16, Université d’Artois, Arras, 2004, p. 99-109.
- « New Editing Strategies of French Catholic Publishing Houses since 1945 », Religion children’s literature and modernity in Europe 1750-2000 / Ed.by Jan De Maeyer, Han-Heino Ewers, Rita Ghesquière, Michel Manson, Pat Pinsen, Patricia Quaghebeur, Leuven University Press, 2005, p. 459-473.
- « Le Roman de Renart : patrimoine littéraire pour la jeunesse, entre culture scolaire et culture de masse », Actes du Colloque international L’Edition pour la jeunesse : entre héritage et culture de masse organisé à Paris par l’Université Paris VII (CEEI), l’Institut International Charles Perrault, l’Université Paris 13 (GREC), la FILLM, l’IRSCL et l’AFRELOCE, CD Rom, 2005.
- « Les cartes dans les albums du Père Castor, 1948 -1983 », Cahiers Robinson no 29, 2010.   « Robert Delpire, un précurseur dans l’édition pour la jeunesse des années 1950-1970 », Strenæ [En ligne], 1 | 2010. URL : http://strenae.revues.org/75 ; DOI : 10.4000/strenae.75
- « Paul Faucher, concepteur des albums du Père Castor, sergent recruteur de la Nouvelle Éducation dans l’entre-deux-guerres », Recherches & éducations [En ligne], 4 | mars 2011. URL : http://rechercheseducations.revues.org/782
- « La maison Mame après la Seconde Guerre mondiale », dans Cécile Boulaire (dir.), Mame: deux siècles d’édition pour la jeunesse, PUR-PUFR, 2012.
- Notices La Farandole; Ruy-Vidal, François; Alsatia; Bias; Bourrelier; Delagrave; Des femmes; Grund; Harlin Quist; Hatier; Hemma; La Martinière; Lito; Magnier, Thierry; Sorbier; Syros; La Martinière; Tisné; Touret dans Isabelle Chrevel, Jean Perrot (dir.), Dictionnaire du livre de jeunesse, Cercle de la librairie, 2013.
- « Filles et garçons dans l’édition pour la jeunesse de 1945 à 1970 », dans Christiane Connan-Pintado et Gilles Béhotéguy (dir.), Être une fille, un garçon dans la littérature pour la jeunesse, France 1945-2012, Presses Universitaires de Bordeaux, 2014.